# Истинная аномалия
Истинная аномалия в небесной механике — угловой параметр, определяющий положение тела, движущегося по Кеплеровой орбите. Это угол между направлениями на перицентр и текущее положение тела, измеряемый из фокуса эллипса (точки, вокруг которой движется тело).
Истинная аномалия обычно обозначается греческими буквами ν или θ или латинской буквой f и обычно ограничивается до диапазона 0–360° (0–2π радиан).
Истинная аномалия f — один из трёх угловых параметров (аномалий), определяющих положение тела на орбите. Другие два — эксцентрическая аномалия и средняя аномалия.

## Формулы

### Через векторы состояния
Для эллиптических орбит истинная аномалия ν может быть вычислена через орбитальные векторы состояния как:
{\displaystyle \nu =\arccos {{\mathbf {e} \cdot \mathbf {r} } \over {\mathbf {\left|e\right|} \mathbf {\left|r\right|} }}}
(если r ⋅ v < 0, следует заменить ν на 2π − ν)
где: 
- v — вектор орбитальной скорости тела,
- e — вектор эксцентриситета,
- r — радиус-вектор тела (отрезок FP на рисунке).

#### Круговая орбита
Для круговых орбит истиная аномалия не определена, потому что у круговой орбиты нет однозначно определённого перицентра. Вместо этого используют аргумент широты u:
{\displaystyle u=\arccos {{\mathbf {n} \cdot \mathbf {r} } \over {\mathbf {\left|n\right|} \mathbf {\left|r\right|} }}}
(если rz < 0, следует заменить u на 2π − u)
где:
- n — вектор, направленный на восходящий узел (т. е. его z-компонента n равна нулю).
- rz — z-компонента радиус-вектора r

#### Круговая орбита с нулевым наклонением
Для круговых орбит с нулевым наклонением аргумент широты также не определён, поскольку нет однозначно определённой линии узлов. Вместо этого используют истинную долготу:
{\displaystyle l=\arccos {r_{x} \over {\mathbf {\left|r\right|} }}}
(если vx > 0, следует заменить l на 2π − l)
где:
- rx — x-компонента радиус-вектора r
- vx — x-компонента вектора скорости v.

### Через эксцентрическую аномалию
Связь между истинной аномалией ν и эксцентрической аномалией {\displaystyle E}:
{\displaystyle \cos {\nu }={{\cos {E}-e} \over {1-e\cos {E}}}}
или, используя синус и тангенс:
{\displaystyle {\begin{aligned}\sin {\nu }&={{{\sqrt {1-e^{2}\,}}\sin {E}} \over {1-e\cos {E}}}\\[4pt]\tan {\nu }={{\sin {\nu }} \over {\cos {\nu }}}&={{{\sqrt {1-e^{2}\,}}\sin {E}} \over {\cos {E}-e}}\end{aligned}}}
что эквивалентно:
{\displaystyle \tan {\nu  \over 2}={\sqrt {{1+e\,} \over {1-e\,}}}\tan {E \over 2}},
то есть
{\displaystyle \nu =2\,\operatorname {arctan} \left(\,{\sqrt {{1+e\,} \over {1-e\,}}}\tan {E \over 2}\,\right)}.
В качестве альтернативы была получена форма этого уравнения, позволяющая избежать проблем при аргументах, близких к {\displaystyle \pm \pi }, когда оба тангенса стремятся к бесконечности. К тому же, поскольку {\displaystyle {\frac {E}{2}}} и {\displaystyle {\frac {\nu }{2}}} всегда лежат в одном квадранте, не будет никаких проблем со знаками. 
{\displaystyle \tan {{\frac {1}{2}}(\nu -E)}={\frac {\beta \sin {E}}{1-\beta \cos {E}}}}, ге {\displaystyle \beta ={\frac {e}{1+{\sqrt {1-e^{2}}}}}},
следовательно,
{\displaystyle \nu =E+2\operatorname {arctan} \left(\,{\frac {\beta \sin {E}}{1-\beta \cos {E}}}\,\right)}.

### Через среднюю аномалию
Истинная аномалия может быть вычислена напрямую из средней аномалии {\displaystyle M} с помощью ряда Фурье:
{\displaystyle \nu =M+2\sum _{k=1}^{\infty }{\frac {1}{k}}\left[\sum _{n=-\infty }^{\infty }J_{n}(-ke)\beta ^{|k+n|}\right]\sin {kM}}
с функцией Бесселя {\displaystyle J_{n}} и параметром {\displaystyle \beta ={\frac {1-{\sqrt {1-e^{2}}}}{e}}}.
Опуская все члены порядка {\displaystyle e^{4}} и выше (на это указывает {\displaystyle \operatorname {\mathcal {O}} \left(e^{4}\right)}), это можно записать как
{\displaystyle \nu =M+\left(2e-{\frac {1}{4}}e^{3}\right)\sin {M}+{\frac {5}{4}}e^{2}\sin {2M}+{\frac {13}{12}}e^{3}\sin {3M}+\operatorname {\mathcal {O}} \left(e^{4}\right).}
Из соображений точности это приближение обычно ограничивается орбитами, где эксцентриситет {\displaystyle e} мал.
Выражение {\displaystyle \nu -M} называется уравнением центра.

### Расстояние через истинную аномалию
Расстояние между фокусом и телом связано с истинной аномалией формулой
{\displaystyle r=a\,{1-e^{2} \over 1+e\cos \nu }\,\!},
где a — большая полуось орбиты.